# Manhunt international 2008
 (août 2023).
Si vous disposez d'ouvrages ou d'articles de référence ou si vous connaissez des sites web de qualité traitant du thème abordé ici, merci de compléter l'article en donnant les références utiles à sa vérifiabilité et en les liant à la section « Notes et références ».
Manhunt international 2008 fut la treizième édition du concours mondial de beauté masculine Manhunt international. Le concours se déroula le 2 juin 2008 au Circle du Central City Convention Hall à Séoul (Corée du Sud). Parmi les quarante-sept candidats qui se sont présentés à l’élection, ce fut Abdelmoumen El Maghraouy du Maroc qui succéda au Chinois Jeffrey Zheng.

## Résultats

### Classement
| Place                      | Candidat |
| -------------------------- | --- |
| Manhunt international 2008 | - Maroc – Abdelmoumen El Maghraouy |
| 1er dauphin                | - Suède – Egill Arnljots |
| 2e dauphin                 | - Costa Rica – Cesar Vargas |
| 3e dauphin                 | - Corée du Sud – Lee Jae-Hwan |
| 4e dauphin                 | - Angola – Claudio Furtado |
| Top 15 demi-finalistes     | - Chine – Yang Yao - Inde – Romeo Gates - Brésil – Thiago Testoni - Hong Kong – Mingo Lin - États-Unis – Brandon Michael Anderson - Royaume-Uni – Samuel Adam Whitman - Panama – Anthony Warren - Luxembourg – Koen Van de Voorde - Venezuela – Orlando Delgado - Philippines – Marvin Wijangco |

### Récompenses spéciales
| Titre                                                                      | Nom                 | Pays        |
| -------------------------------------------------------------------------- | ------------------- | ----------- |
| M. Sympathie (Mr Friendship)                                               | Rikesh Raj Shrestha | Népal       |
| M. Photogénique (Mr Photogenic)                                            | Samuel Adam Whitman | Royaume-Uni |
| M. Physique (Mr Physique)                                                  | Yang Yao            | Chine       |
| M. Popularité d’Internet (Mr Internet Popularity, élu par les internautes) | Romeo Gates         | Inde        |
| M. Personnalité (Mr Personality)                                           | Marvin Wijangco     | Philippines |
| Meilleur costume national (Best National Costume)                          | Mingo Lin           | Hong Kong   |
| Meilleur mannequin au défilé (Best Runway Model)                           | Emre Kizilirmak     | Turquie     |

## Participants
| Pays                   | Candidat                    | Age    | Taille | Région          | Profession                 |
| ---------------------- | --------------------------- | ------ | ------ | --------------- | -------------------------- |
| Afrique du Sud         | Christopher Lee             | 22 ans | 183 cm | Afrique         | Conseiller en informatique |
| Allemagne              | Simon Payer                 | 22 ans | 183 cm | Europe          | Mannequin                  |
| Angola                 | Claudio Furtado             | 23 ans | 188 cm | Afrique         | Ingénieur pétrolier        |
| Australie              | Dean Tahana                 | 28 ans | 185 cm | Asie du Sud-Est | Courtier en hypothèques    |
| Belgique               | Mike Van de Woestijne       | 24 ans | 180 cm | Europe          | Mannequin                  |
| Bosnie-Herzégovine     | Anel Korjenic               | 22 ans | 188 cm | Europe          | Handballeur, Mannequin     |
| Brésil                 | Thiago Testoni              | 21 ans | 191 cm | Amérique        | Etudiant en droit          |
| Bulgarie               | Hristo Hristov              | 32 ans | 183 cm | Europe          | Manager                    |
| Canada                 | Joseph Antonia              | 23 ans | 188 cm | Amérique        | Etudiant                   |
| Chine                  | Yang Yao                    | 25 ans | 188 cm | Asie du Sud-Est | Mannequin                  |
| Corée du Sud           | Lee Jae-Hwan                | 22 ans | 188 cm | Asie du Sud-Est | Acteur, Mannequin          |
| Costa Rica             | Cesar Vargas                | 24 ans | 185 cm | Amérique        | Entraîneur personnel       |
| Curaçao                | Jeffrey de Bruyn            | 23 ans | 188 cm | Caraïbes        | Mannequin                  |
| République dominicaine | Jetsen Rodriguez Silva      | 29 ans | 185 cm | Caraïbes        | Mannequin, étudiant        |
| Espagne                | Victorio Alba               | 29 ans | 188 cm | Europe          | Mannequin                  |
| Estonie                | Risto Kask                  | 22 ans | 180 cm | Europe          | Mannequin                  |
| États-Unis             | Brandon Michael Anderson    | 29 ans | 183 cm | Amérique        | Mannequin                  |
| Ghana                  | Seth Nyarko                 | 21 ans | 193 cm | Afrique         | Etudiant                   |
| Gibraltar              | Jonathon Lavers             | 21 ans | 193 cm | Europe          | Etudiant                   |
| Guinée équatoriale     | Gbadebo Williams            | 22 ans | 180 cm | Afrique         | Etudiant                   |
| Grèce                  | Nikolaos Kavouris           | 20 ans | 188 cm | Europe          | Mannequin                  |
| Guatemala              | Cesar Fernando Rosales      | 22 ans | 185 cm | Amérique        | Mannequin, étudiant        |
| Hawaï                  | Cairo Chiang                | 19 ans | 185 cm | Asie du Sud-Est | Mannequin, étudiant        |
| Hong Kong              | Mingo Lin                   | 21 ans | 185 cm | Asie du Sud-Est | Mannequin                  |
| Inde                   | Romeo Gates                 | 28 ans | 188 cm | Asie du Sud-Est | Mannequin                  |
| Indonésie              | Anthony Gunawan             | 26 ans | 185 cm | Asie du Sud-Est | Basketteur, Mannequin      |
| Irlande                | Quinn Johnson               | 20 ans | 185 cm | Europe          | Mannequin                  |
| Kazakhstan             | Evgeniy Kopotilo            | 26 ans | 188 cm | Asie du Sud-Est | Tennis et moniteur de ski  |
| Luxembourg             | Koen Van de Voorde          | 22 ans | 191 cm | Europe          | Mannequin                  |
| Macao                  | Shi Chang-Hong              | 19 ans | 188 cm | Asie du Sud-Est | Mannequin                  |
| Macédoine              | Goce Dimkovski              | 24 ans | 193 cm | Europe          | Etudiant en informatique   |
| Malaisie               | Chad Loh                    | 27 ans | 183 cm | Asie du Sud-Est | Mannequin                  |
| Maroc                  | Abdelmoumen El Maghraouy    | 26 ans | 191 cm | Afrique         | Téléoperateur              |
| Mexique                | Alejandro Moreno            | 19 ans | 185 cm | Amérique        | Mannequin, étudiant        |
| Népal                  | Rikesh Raj Shrestha         | 23 ans | 183 cm | Asie du Sud-Est | Etudiant                   |
| Pakistan               | Muhammad Amir Afzal Rehmani | 23 ans | 180 cm | Asie du Sud-Est | Mannequin                  |
| Panama                 | Anthony Warren              | 25 ans | 191 cm | Amérique        | Directeur des ventes       |
| Philippines            | Marvin Wijangco             | 24 ans | 180 cm | Asie du Sud-Est | Mannequin                  |
| Porto Rico             | Eduardo de Cuba             | 23 ans | 188 cm | Caraïbes        | Etudiant                   |
| Royaume-Uni            | Samuel Adam Whitman         | 20 ans | 183 cm | Europe          | Mannequin                  |
| Singapour              | Gordon Tan                  | 25 ans | 183 cm | Asie du Sud-Est | Etudiant                   |
| Suède                  | Egill Arnljots              | 21 ans | 193 cm | Europe          | Directeur d’entrepôt       |
| Taïwan                 | Lin Shao Hua                | 24 ans | 180 cm | Asie du Sud-Est | Educateur sportif          |
| Thaïlande              | Tanawut Nantarid            | 25 ans | 180 cm | Asie du Sud-Est | Disc jockey                |
| Turquie                | Emre Kizilirmak             | 25 ans | 196 cm | Europe          | Mannequin, étudiant        |
| Venezuela              | Orlando Delgado             | 18 ans | 180 cm | Amérique        | Mannequin                  |
| Viêt Nam               | Nguyễn Văn Thịnh            | 24 ans | 183 cm | Asie du Sud-Est | Mannequin                  |